# Hervé Nguetchouang
Hervé Nguetchouang né le 23 novembre 1987 à Douala, est un acteur camerounais.

## Biographie
Hervé Nguetchouang, né à Douala en 1987, a grandi dans une fratrie de quatre enfants dont il est l'ainé. Dès l'enfance, il rêve de devenir comédien et participe à des spectacles scolaires. À la fin des années 1990, il intègre la troupe théâtrale de sa paroisse où il évolue dans des pièces religieuses pendant huit ans.
En 2009, il se joint au groupe cinématographique Les Puristes de Beriwood, sous la houlette de Joel Etoabi et de Mérimé Césaire Ngoumtsop. En 2013, il se rapproche du réalisateur Emmanuel Tama, directeur de la troupe Futures Lights, avec qui il a tourné dans les séries Ndola Longue Laam et Ciel sous terre, et fait ses premiers pas au cinéma sous la direction du cinéaste dans le film 48 heures à vivre.
En 2016, il se fait remarquer dans le film Orphelia de Ghislain Towa et dans la première saison de la série Jugement dernier d'Elvis Noulem. Il enchaîne ensuite les apparitions dans des films comme Jeudi noir d'Antoine Marie Tela, Si c'était à refaire d'Elvis Bouopda aux côtés de Sandrine Ziba, Le Cœur d'Adzaï de Stéphane Jung et Sergio Marcello, ou Shenanigans de Salem Kedy.

## Filmographie

### Cinéma
- 2010 : Après la scène de Léopold Magloire Yando
- 2012 : 48 heures à vivre d'Emmanuel Tama : Samuel
- 2014 : Ciel sous terre d'Emmanuel Tama : Thierry
- 2015 : L'envol mitigé de Michel Dugoue : Edimo (inachevé)
- 2016 : Jeudi noir d'Antoine Marie Tela : Cela
- 2016 : Orphelia de Ghislain Towa : Fabian Anderson
- 2016 : Hunted de Simon William Kum et Sergio Marcello : Jonas
- 2017 : Si c'était à refaire[2] d'Elvis Bouopda : Kwessi
- 2017 : Au nom de l'amour d'Elvis Bouopda : Brice
- 2017 : Au-delà de tous risques de Martini Tchelemo : l'avocat
- 2017 : Le Cœur d'Adzaï de Stéphane Jung et Sergio Marcello : Daniel
- 2018 : À qui la faute ? de Jean de Dieu Tchegnebe : le procureur
- 2019 : Sangouna de Simon William Kum : Feussap
- 2019 : Clémence d'Eric Dipo : Loïc
- 2019 : Second Life de Michel Pouamo et Brice Fansi
- 2019 : Shenanigans de Salem Kedy : Kedy Nyame
- 2020 : Irrational Love de Dante Fox : Kobe

### Courts métrages
- 2015 : Bravo d'Anthony Ndeuch : le journaliste
- 2016 : Les Martyres d'Hyppolite Wato : Momo

### Séries
- 2009 : Ndola Longue Laam d'Emmanuel Tama : Papy
  - 10 épisodes
- 2009 : Ciel sous terre d'Emmanuel Tama : Thierry
- 2012 : Les Sueurs du temps d'Emmanuel Tama : Nicolas / La mort
  - 40 épisodes
- 2015 : La Guerre des biens de Jean de Dieu Tchegnebe : le responsable du service social
  - 100 épisodes
- 2016 : Entre amis d'Ousmane Stéphane : le plombier
  - 13 épisodes
- 2016 : L'Ecole en fumée de Jean de Dieu Tchegnebe : le censeur
  - 80 épisodes
- 2016 : Jugement dernier (saison 1) de d'Elvis Noulem : Zacharie
  - 26 épisodes, saison 1
- 2016 : La Véranda de Miteran Megoupo : Tenga
  - 15 épisodes
- 2016 : Du revers de la mains de Yvonne Miegwen : Tchana
  - 26 épisodes
- 2017 : Habiba[3] d'Ebenezer Kepombia : Mitongue
  - 80 épisodes
- 2017 : Scandale dans la famille de Serges Fouamno : Samuel
  - 26 épisodes
- 2017 : À cœur ouvert d'Elvis Bouopda : Elvis
  - 28 épisodes
- 2017 : Secret tabou d'Hyppolite Wato : Drick
  - 45 épisodes
- 2017 : Manipulations fatales de Blaise Option : Yannick
  - 28 épisodes
- 2018 : Otages d'amour d'Ebenezer Kepombia : Roland
  - 60 épisodes
- 2018 : Echec et mat de Simon William Kum : Thierry Baya
  - 62 épisodes
- 2019 : Divine de Flavienne Tchatat : David
  - 71 épisodes
- 2019 : Science dans la cité de Michel Pouamo
- 2020 : Madame Monsieur 1 d'Ebenezer Kepombia : Austin
  - 52 épisodes, saison 1
- 2021 : Madame Monsieur 2 d'Ebenezer Kepombia : Austin
  - 52 épisodes, saison 2
- 2022 : Madame Monsieur 3 d'Ebenezer Kepombia : Austin
  - 72 épisodes, saison 3

## Distinctions
- 2018 : Prix LFC de l'acteur préféré du public à la cérémonie «Le Film Camerounais» de Douala (Cameroun) [4]
- 2020 : Prix du meilleur acteur aux Public Vision Awards de Yaoundé (Cameroun) [5]